# Nowiny Kryszkowskie
Nowiny Kryszkowskie – czxęść wsi Kryszkowice w Polsce, położona w województwie wielkopolskim, w powiecie konińskim, w gminie Wierzbinek.
W latach 1975–1998 Nowiny Kryszkowskie należały administracyjnie do województwa konińskiego.